# Tertatolol
Tertatolol (Artex, Artexal, Prenalex) je lek u klasi beta blokatora. On se koristi za tretiranje visokog krvnog pritiska. Tertatolol je otkrila francuska farmaceutska kompanija Servijer i u prodaji je u Evropi.
Tertatolol deluje kao antagonist  receptor, slično pindololu.

## Literatura
- Soudijn, W.; Olivier, Berend; Wijngaarden, I. van (1997). Serotonin receptors and their ligands. Amsterdam: Elsevier. ISBN 978-0-444-82041-9.
- Swiss Pharmaceutical Society (2000). Index Nominum 2000: International Drug Directory (Book with CD-ROM). Boca Raton: Medpharm Scientific Publishers. ISBN 978-3-88763-075-1.

## Spoljašnje veze
|  | Molimo Vas, obratite pažnju na važno upozorenje u vezi sa temama iz oblasti medicine (zdravlja). |